# Milagre econômico grego
Milagre econômico grego refere-se ao período de  crescimento econômico na Grécia, ocorrido entre 1950 e 1973, quando  a economia do país cresceu, em média, 7% ao ano -  a segunda maior média de crescimento do mundo, superada apenas pelo Japão.

## Antecedentes
Entre 1941 e 1944, durante a Segunda Guerra Mundial, a Grécia foi ocupada pelas  potências do Eixo, e a luta entre forças ocupantes e grupos de resistência teve consequências devastadoras sobre a infraestrutura e a economia do país (destacando-se os efeitos dos empréstimos forçados pelo regime de ocupação).
Após o fim da guerra, o país enfrentou,  entre 1946  e 1949,  uma dura guerra civil, que causou  deterioração ainda maior na economia do país. A renda per capita em termos de poder de compra, entre 1938 e 1949,   caiu mais de 20% em relação à da França.
A rápida recuperação da economia grega após a guerra civil foi facilitada por uma série de medidas incluindo, além dos estímulos ligados ao Plano Marshall (tal como em outros países europeus): desvalorização drástica da dracma, a atração de investimentos estrangeiros, significativo desenvolvimento da indústria química,  do turismo e do setor de serviços em geral e - por último mas não menos importante - da atividade de construção  ligada a projetos de infraestrutura e à reconstrução das cidades gregas,  em  operações urbanas, que substituíram a agradável paisagem urbana de certas áreas do país por uma monotonia sem caráter, constituída de blocos de apartamentos.

Trabalhadores finalizam obras de conjunto habitacional construído com recursos do Plano Marshall na Grécia.

O crescimento econômico grego foi maior durante a década de 1950, frequentemente superando os 10% ao ano, desempenho semelhante ao que seria experimentado posteriormente pelos chamados Tigres Asiáticos. A produção industrial também cresceu cerca de 10%  ao ano durante vários anos, principalmente na década de 1960. Esse crescimento inicialmente alargou as diferenças econômicas entre ricos e pobres, intensificando as tensões sociais e políticas.
O PIB grego cresceria durante 54 dos 60 anos posteirores  à guerra civil. De 1950 até a crise econômica de 2008, com exceção da relativa estagnação econômica dos anos 1980, quando houve alguns registros de queda  do PIB, a Grécia superou a maioria das nações europeias em termos de taxa de crescimento econômico anual.
O período de elevado crescimento terminou abruptamente no início dos anos 1970. Em 1974, ano do colapso da junta militar, o país registrou a maior queda  do PIB (cerca de 5%) de todo o período pós-guerra.
A partir de então até os anos 1990, a inflação quase sempre esteve acima de 10% e, muitas vezes, próxima dos 20% ao ano, até que o país adotou medidas de política monetária visando cumprir os critérios para ingresso na Eurozona.